# Robert Wyman
James Robert Wyman (West Ham, 27 april 1909 - Surrey, 25 juni 1978) was een Britse ijshockeyspeler.
Wyman werd geselecteerd voor de Britse ploeg voor de Olympische Winterspelen 1936. Wyman was slechts een van de twee leden van deze ploeg de het ijshockey leerde in het Verenigd Koninkrijk en niet in Canada. Wyman speelde alleen mee in de wedstrijd tegen Japan. Wyman won met zijn ploeg uiteindelijk de gouden medaille.
Wyman was een goed schaatser, hij was nationaal kampioen schaatsen. Wyman deed voor de BBC radio verslag van het behalen van olympisch goud door zijn ploeggenoten.
Wyman won met de Britse ploeg op de wereldkampioenschappen in 1935 de bronzen medaille en in 1938 de zilveren medaille.
Tijdens de Tweede Wereldoorlog was Wyman Luitenant ter Zee der 1ste Klasse bij de Royal Navy.